# Yonago
Yonago (japanska: 米子市  ?, Yonago-shi) är en stad i Tottori prefektur i Japan. Staden fick stadsrättigheter 1927.